# شیرین‌لب لک‌بزرگ
شیرین‌لب لک‌بزرگ (نام علمی: Plectorhinchus macrospilus) نام یک گونه از سرده شیرین‌لب است.